# Jon Kasdan
Jonathan Kasdan, detto Jon (Los Angeles, 30 settembre 1979), è un attore, regista e sceneggiatore statunitense.

## Biografia
Figlio dell'attrice Meg Goldman e del regista Lawrence Kasdan, fratello dell'attore e regista Jake Kasdan. All'edizione del 2012 del Sundance Film Festival il suo film The First Time venne candidato al Gran premio della giuria: U.S. Dramatic.

## Filmografia

### Attore
- Il grande freddo (The Big Chill), regia di Lawrence Kasdan (1983)
- Silverado, regia di Lawrence Kasdan (1985)
- Turista per caso (The Accidental Tourist), regia di Lawrence Kasdan (1988)
- Ti amerò... fino ad ammazzarti (I Love You to Death), regia di Lawrence Kasdan (1990)
- Wyatt Earp, regia di Lawrence Kasdan (1994)
- Slackers, regia di Dewey Nicks (2002)
- Big Trouble - Una valigia piena di guai (Big Trouble), regia di Barry Sonnenfeld (2002)
- L'acchiappasogni (Dreamcatcher), regia di Lawrence Kasdan (2003)
- Darling Companion, regia di Lawrence Kasdan (2012)
- Solo: A Star Wars Story, regia di Ron Howard (2018)

### Regista
- Il bacio che aspettavo (2007)
- The First Time (2012)

### Sceneggiatore
- Solo: A Star Wars Story, regia di Ron Howard (2018)

### Creatore
- Willow - serie TV (2022)